# Liste der Stolpersteine in Lüchow
Die Liste der Stolpersteine in Lüchow enthält alle Stolpersteine, die im Rahmen des gleichnamigen Projekts von Gunter Demnig in Lüchow verlegt wurden. Mit ihnen soll an Opfer des Nationalsozialismus erinnert werden, die in Lüchow lebten und wirkten.

## Verlegte Stolpersteine
| Bild | Person, Inschrift | Adresse          | Verlege- datum | Anmerkung |
| ---- | --- | ---------------- | -------------- | --------- |
|      | Hier wohnte Siegmund Mansfeld Jg. 1869 deportiert 1942 Theresienstadt ermordet 11.4.1943                                           | Kalandstraße 5 · | 6. März 2015   |           |
|      | Hier wohnte Margarete Mansfeld verh. Führmann Jg. 1903 deportiert 1945 Theresienstadt befreit/überlebt                             | Kalandstraße 5 · | 6. März 2015   |           |
|      | Hier wohnte Elisabeth Mansfeld Jg. 1920 deportiert 1941 Riga ermordet                                                              | Kalandstraße 5 · | 6. März 2015   |           |
|      | Hier wohnte Elli Mansfeld Jg. 1906 deportiert 1942 Belzyce ermordet                                                                | Kalandstraße 5 · | 6. März 2015   |           |
|      | Hier wohnte Heinz Mansfeld Jg. 1937 deportiert 1941 Riga ermordet                                                                  | Kalandstraße 5 · | 6. März 2015   |           |
|      | Hier wohnte Johanna Mansfeld Jg. 1870 deportiert 1942 Theresienstadt ermordet 14.4.1944                                            | Kalandstraße 5 · | 6. März 2015   |           |
|      | Hier wohnte Karoline Mansfeld Jg. 1882 deportiert 1941 Riga ermordet                                                               | Kalandstraße 5 · | 6. März 2015   |           |
|      | Hier wohnte Ottilie Mansfeld Jg. 1900 deportiert 1941 Riga ermordet                                                                | Kalandstraße 5 · | 6. März 2015   |           |
|      | Hier wohnte Ursula Mansfeld Jg. 1914 deportiert 1941 Riga ermordet                                                                 | Kalandstraße 5 · | 6. März 2015   |           |
|      | Hier wohnte Walter Mansfeld Jg. 1910 deportiert 1941 Riga-Kaiserwald Stutthof 1944–1945 Buchenwald Todesmarsch ermordet April 1945 | Kalandstraße 5 · | 6. März 2015   |           |
|      | Hier wohnte Willi Mansfeld Jg. 1877 deportiert 1941 Riga ermordet                                                                  | Kalandstraße 5 · | 6. März 2015   |           |